# سالت ریور (آریزونا)
سالت ریور رودی است به رود هیلا می‌ریزد. این رود از کشور ایالات متحده آمریکا می‌گذرد. طول این رودخانه در حدود ۲۰۰ مایل برابر با ۳۲۰ کیلومتر می‌باشد